# Lucía Gil
Lucía Gil Santiago (Madrid, 1998. május 29. –) spanyol énekesnő és színésznő. Leginkább a Disney Channel My Camp Rock c. dalos vetélkedője első évadának nyerteseként ismert. Több tévésorozatban is szerepelt, pl. a Gran Reserva és La Gira sorozatokban. Szerepelt a Violetta évadjainak pár epizódjában is, Natalia húgaként, Lena néven.

## Élete
2009-ben megnyerte a My Camp Rock spanyol változatának első évadát. Szerepelt a La Gira című sorozatban.

## Filmográfia

### Televíziós szerepek
| Év        | Magyar cím | Eredeti cím                  | Szerep        | Megjegyzések                               |
| --------- | ---------- | ---------------------------- | ------------- | ------------------------------------------ |
| 2014      |            | #XQEsperar?                  | Lucía         | főszereplő                                 |
| 2014–     |            | The Avatars                  | Carmen        | főszereplő                                 |
| 2013      |            | Esperando a Violetta         | önmaga        | műsorvezető                                |
| 2013      |            | La Gira: Luces Camara Accion | önmaga        | műsorvezető                                |
| 2012–2015 | Violetta   | Violetta                     | Ludmila Ferro | mellékszereplő magyar hangja Hermann Lilla |
| 2011      |            | Pizzicato                    | önmaga        | műsorvezető                                |
| 2011–2013 |            | La Gira                      | Laura         | főszereplő                                 |
| 2010      |            | My Camp Rock 2               | önmaga        | műsorvezető                                |
| 2010–2011 |            | Gran Reserva                 | Claudia       | főszereplő                                 |
| 2009      |            | My Camp Rock                 | önmaga        | versenyző nyertes                          |